# Церковь Святой Троицы (Херне)
Церковь Святой Троицы (нем. St. Dreifaltigkeit) — католическая церковь в районе Хольтхаузен города Херне; здание храма, выполненное в стиле экспрессионизма, было построено в 1931—1932 годах; торжественное освящение состоялось в 1933 году. В 2009 году церковь была внесена в список городских архитектурных памятников.